# Copa de Senegal
La Copa de Senegal de fútbol es la principal competición futbolística por eliminatorias de Senegal y la segunda en importancia, después de la Liga senegalesa de fútbol, fue creada en 1961 y es organizada por la Fédération Sénégalaise de Football. 
El equipo campeón obtiene la clasificación a la Copa Confederación de la CAF.

## Historial
| Temporada | Campeón             | Resultado        | Finalista                  |
| --------- | ------------------- | ---------------- | -------------------------- |
| 1961      | Espoir Saint-Louis  | 1 - 1, 1 - 0     | AAS Saint-Louisienne       |
| 1962      | ASC Jeanne d'Arc    | 6 - 1            | Foyer de Casamance         |
| 1963      | US Rail             | 3 - 2            | Olympique de Ngor          |
| 1964      | US Ouakam           | 1 - 0            | Olympique Thiès            |
| 1965      | US Gorée            | 2 - 1            | Olympique Thiès            |
| 1966      | AS Saint-Louisienne |                  |                            |
| 1967      | Foyer France        | 2 - 1            | US Gorée                   |
| 1968      | Foyer France        | 4 - 0            | US Gorée                   |
| 1969      | ASC Jeanne d'Arc    |                  |                            |
| 1970      | ASC Diaraf          | 3 - 1            | Almadies                   |
| 1971      | ASC Linguère        | 3 - 0            | ASC Diaraf                 |
| 1972      | US Gorée            | 2 - 1            | ASC Jeanne d'Arc           |
| 1973      | ASC Diaraf          | 2 - 0            | ASC Jeanne d'Arc           |
| 1974      | ASC Jeanne d'Arc    | 2 - 1            | ASFA Dakar                 |
| 1975      | ASC Diaraf          | 2 - 0            | ASF Police                 |
| 1976      | ASF Police          | 3 - 1            | ASC Diaraf                 |
| 1977      | Saltigues Rufisque  | 1 - 0            | Dial Diop                  |
| 1978      | ASF Police          | 3 - 0            | US Gorée                   |
| 1979      | Casa Sports FC      | 2 - 0            | ASC Diaraf                 |
| 1980      | ASC Jeanne d'Arc    | 1 - 0            | Casa Sports FC             |
| 1981      | ASF Police          | 3 - 1            | ASC Diaraf                 |
| 1982      | ASC Diaraf          | 2 - 1            | ASF Police                 |
| 1983      | ASC Diaraf          | 1 - 0            | ASF Police                 |
| 1984      | ASC Jeanne d'Arc    | 1 - 0            | ASC Linguère               |
| 1985      | ASC Diaraf          | 1 - 0            | ASEC Ndiambour             |
| 1986      | AS Douanes          | 1 - 0            | ASC Jeanne d'Arc           |
| 1987      | ASC Jeanne d'Arc    | 1 - 0            | SEIB Diourbel              |
| 1988      | ASC Linguère        | 1 - 0            | Saltigues Rufisque         |
| 1989      | US Ouakam           | 1 - 0            | ASFA Dakar                 |
| 1990      | ASC Linguère        | 1 - 0            | ASC Port Autonome          |
| 1991      | ASC Diaraf          | 2 - 1            | ASC Jeanne d'Arc           |
| 1992      | US Gorée            | 2 - 1            | ASC Diaraf                 |
| 1993      | ASC Diaraf          | 2 - 0            | ASC Linguère               |
| 1994      | ASC Diaraf          | 1 - 0            | ASC CS Sucrière            |
| 1995      | ASC Diaraf          | 2 - 0            | AS Douanes                 |
| 1996      | US Gorée            | 1 - 0            | ASEC Ndiambour             |
| 1997      | AS Douanes          | 3 - 1            | ASC Linguère               |
| 1998      | ASC Yeggo           | 1 - 0            | US Gorée                   |
| 1999      | ASEC Ndiambour      | 1 - 1 (3-0 pen.) | Sonacos                    |
| 2000      | ASC Port Autonome   | 4 - 0            | ASC Saloum                 |
| 2001      | Sonacos             | 1 - 0            | US Gorée                   |
| 2002      | AS Douanes          | 1 - 1 (4-1 pen.) | Sonacos                    |
| 2003      | AS Douanes          | 1 - 0            | ASC Thiès                  |
| 2004      | AS Douanes          | 2 - 1            | ASC Diaraf                 |
| 2005      | AS Douanes          | 1 - 0            | Dakar UC                   |
| 2006      | US Ouakam           | 1 - 0            | ASC Médiour                |
| 2007      | ASC Linguère        | 1 - 0            | AS Douanes                 |
| 2008      | ASC Diaraf          | 1 - 0            | Stade de Mbour             |
| 2009      | ASC Diaraf          | 1 - 0            | AS Cambérène               |
| 2010      | ASC Touré Kunda     | 0 - 0 (5-4 pen.) | US Gorée                   |
| 2011      | Casa Sports FC      | 1 - 0            | ASC Touré Kunda            |
| 2012      | ASC HLM Dakar       | 0 - 0 (4-3 pen.) | Renaissance de Dakar       |
| 2013      | ASC Diaraf          | 1 - 1 (2-1 pen.) | Casa Sports FC             |
| 2014      | AS Pikine           | 2 - 1            | Olympique de Ngor          |
| 2015      | Génération Foot     | 0 - 0 (4-3 pen.) | Casa Sports FC             |
| 2016      | ASC Niarry-Tally    | 3 - 0            | Casa Sports FC             |
| 2017      | Mbour Petite-Côte   | 1 - 0            | Stade de Mbour             |
| 2018      | Génération Foot     | 2 - 0            | Renaissance de Dakar       |
| 2019      | Teungueth FC        | 1 - 0            | US Gorée                   |
| 2020      | abandonada          | abandonada       | abandonada                 |
| 2021      | Casa Sports FC      | 1 - 0            | Diambars                   |
| 2022      | Casa Sports FC      | 3 - 0            | Etoile Lusitana            |
| 2023      | ASC Diaraf          | 2 - 1            | Stade de Mbour             |
| 2024      | Mbour Petite-Côte   | 1 - 0            | Académie Les Férus de Foot |
| 2025      | Génération Foot     | 1 - 0            | ASC Diaraf                 |

## Títulos por club
| Club                               | Campeón | 2º | Años campeón                                                                                   |
| ---------------------------------- | ------- | -- | ---------------------------------------------------------------------------------------------- |
| ASC Diaraf (Dakar)1                | 16      | 7  | 1967, 1968, 1970, 1973, 1975, 1982, 1983, 1985, 1991, 1993, 1994, 1995, 2008, 2009, 2013, 2023 |
| ASC Jeanne d'Arc (Dakar)           | 6       | 4  | 1962, 1969, 1974, 1980, 1984, 1987                                                             |
| AS Douanes (Dakar)                 | 6       | 2  | 1986, 1997, 2002, 2003, 2004, 2005                                                             |
| US Gorée (Gorée)                   | 4       | 7  | 1965, 1972, 1992, 1996                                                                         |
| Casa Sports (Ziguinchor)           | 4       | 4  | 1979, 2011, 2021, 2022                                                                         |
| ASC Linguère (Saint-Louis)         | 4       | 3  | 1971, 1988, 1990, 2007                                                                         |
| ASF Police (Dakar) 2               | 3       | 3  | 1976, 1978, 1981                                                                               |
| Mbour Petite-Côte3                 | 3       | 1  | 2010, 2017, 2024                                                                               |
| US Ouakam (Dakar)                  | 3       | -  | 1964, 1989, 2006                                                                               |
| Génération Foot (Sangalkam)        | 3       | -  | 2015, 2018, 2025                                                                               |
| ASC SUNEOR (SONACOS)4              | 1       | 3  | 2001                                                                                           |
| ASEC Ndiambour (Louga)             | 1       | 2  | 1999                                                                                           |
| AAS Saint-Louisienne (Saint-Louis) | 1       | 1  | 1966                                                                                           |
| Saltigues Rufisque (Rufisque)      | 1       | 1  | 1977                                                                                           |
| ASC Port Autonome (Dakar)          | 1       | 1  | 2000                                                                                           |
| Espoir Saint-Louis                 | 1       | -  | 1961                                                                                           |
| US Rail (Thiès)                    | 1       | -  | 1963                                                                                           |
| ASC Yeggo (Dakar)                  | 1       | -  | 1998                                                                                           |
| ASC HLM Dakar                      | 1       | -  | 2012                                                                                           |
| AS Pikine                          | 1       | -  | 2014                                                                                           |
| ASC Niarry-Tally                   | 1       | -  | 2016                                                                                           |
| Teungueth FC                       | 1       | -  | 2019                                                                                           |
| ASFA Dakar                         | -       | 2  | -----                                                                                          |
| Dakar UC (Dakar)                   | -       | 2  | -----                                                                                          |
| Olympique de Ngor                  | -       | 2  | -----                                                                                          |
| Renaissance Dakar                  | -       | 2  | -----                                                                                          |
| Stade de Mbour                     | -       | 2  | -----                                                                                          |
| Olympique Thiès                    | -       | 1  | -----                                                                                          |
| ASC Almadies                       | -       | 1  | -----                                                                                          |
| AS Cambérène                       | -       | 1  | -----                                                                                          |
| ASC CS Sucrière                    | -       | 1  | -----                                                                                          |
| Dial Diop                          | -       | 1  | -----                                                                                          |
| ASC Médiour (Rufisque)             | -       | 1  | -----                                                                                          |
| ASC Saloum                         | -       | 1  | -----                                                                                          |
| ASC Thiès                          | -       | 1  | -----                                                                                          |
| Académie Les Férus de Foot         | -       | 1  | -----                                                                                          |

- 1 : Incluye al Foyer France.
- 2 : También conocido como ASC Forces de Police.
- 3 : Incluye al Touré Kunda.
- 4 : Incluye al SEIB Diourbel y al SONACOS.